# Spirit Exit
| Recensione | Giudizio |
| ---------- | -------- |
| Ondarock   | 7,5      |

Spirit Exit è il quinto album di Caterina Barbieri. 

## Tracce
1. At Your Gamut – 7:06
2. Transfixed – 5:13
3. Canticle of Cryo – 7:42
4. Knot of Spirit (Synth Version) – 10:19
5. Broken Melody – 4:26
6. Life at Altitude – 7:49
7. Terminal Clock – 5:01
8. The Landscape Listens – 8:17